# 13º Gruppo caccia
Il 13º Gruppo caccia è un Gruppo di volo che fa parte del 32º Stormo dell'Aeronautica Militare.

## Storia

### Prima guerra mondiale
Il XIII Gruppo venne costituito il 10 novembre 1917 a Marcon (Venezia) ed impiegato nelle operazioni di guerra sul Piave, dove ottenne rapidamente molti riconoscimenti con la famosa 77ª Squadriglia aeroplani "Cuore Rosso" su SPAD che annoverava tra le sue file alcuni dei più esperti e decorati piloti dell'epoca tra cui il s.ten. Giovanni Ancillotto ed il s.ten Ernesto Cabruna, la 80ª Squadriglia caccia su Hanriot HD.1 e la 83ª Squadriglia Nieuport comandato dal Capitano Mario Ugo Gordesco per la 3ª Armata (Regio Esercito).
Il 4 marzo 1918 cede la 83^ e l'8 giugno il comando passa al Cap. Umberto Venanzi che il 17 settembre lascia al Cap. Alberto de Bernardi.
Prima della Battaglia di Vittorio Veneto la 77^ entra nella Massa da Caccia e restando solo con l'80^ a dicembre viene sciolto ma a fine mese con il ritorno della 77ª si riforma per un breve periodo prima di essere messo in posizione quadro.

### La Regia Aeronautica
Fu ricostituito all'Aeroporto di Venaria Reale (Torino) nel 1923 formato da 78ª Squadriglia aeroplani da caccia e 80ª Squadriglia caccia alle dipendenze, dal 7 maggio dello stesso anno, del 1º Stormo Caccia Terrestre della Regia Aeronautica e nel novembre 1923 aveva la 77ª Squadriglia aeroplani, 78ª e 82ª Squadriglia  fino al dicembre 1925.
Dal 1924 al 1927 il reparto era comandato da Ferruccio Ranza. 
Dal 25 dicembre 1925 entra nel 2º Stormo, con le Squadriglie 77ª, 78ª, 82ª e 85ª Squadriglia sugli SPAD S.XIII e Fiat C.R.1.
Il 19 novembre 1929 il Gruppo va a Mirafiori (campo di volo) ed il 15 gennaio 1931 perde la 85ª Squadriglia.

### Rischieramento in Nord Africa
Nel giugno del 1934 inizia il transito dai Fiat C.R.20 bis sui Fiat C.R.30, sui quali, nel mese di settembre 1935 per la Guerra d'Etiopia, si giungeva al rischieramento di una parte del Gruppo sull'aeroporto di El-Adem (poi Base aerea Gamal Abd el-Nasser) in Cirenaica per vigilare sul confine con l'Egitto.
Nel dicembre successivo il reparto andava all'Aeroporto di Berca. Il 24 Maggio del 1936 anche la parte restante del Gruppo partiva da Napoli sul piroscafo Città di Trieste e arrivava il 27 a Bengasi. Nel 1938 allo Stormo arrivano i Breda Ba.65 da assalto e nella primavera del 1939 i Fiat C.R.32 al posto dei Breda 65. Il 9 agosto 1939 va a Castel Benito nell'Aeroporto di Tripoli.
Nel 1940, quando venne mobilitato il Gruppo al comando del Tenente Colonnello Secondo Revetria con i primi Fiat C.R.42 con la 77ª (9 CR 42), 78ª (3 CR 32, 5 CR 42) e 82ª (8 CR 32) rimaneva a Castel Benito.

### Seconda guerra mondiale
A metà giugno 1940 erano state trasferite sul campo T2 dell'Aeroporto di Tobruch la 77ª e la 82ª Squadriglia, del Gruppo mentre la 78ª restava a Buka.
All'inizio di luglio il 13º Gruppo si schierava con 18 CR 42 sul campo T3 di Tobruch.
Dopo il 4 settembre va all'Aeroporto militare di Gambut ed il 25 settembre avviene uno scontro tra 3 CR 42 e 6 bombardieri inglesi. Gli italiani attaccarono la seconda pattuglia della formazione riuscendo ad abbatterne 2.
Nel mese di dicembre, con gli aerei efficienti rimasti, va all'Aeroporto di Benina. Successivamente, con pochi velivoli operativi, ripiega su Tobruk, mentre gli aerei inefficienti rimasero a Benina. Il 20 dicembre i primi aerei dello Stormo iniziavano a tornare in Italia.
Alla fine di febbraio 1942 Gruppo raggiungeva Castel Benito, ma, a causa delle pessime condizioni del campo, ai primi di marzo si preferì trasferirlo a Misurata. Dopo circa un mese il Gruppo ricevette l'ordine di trasferirsi sul campo K3 di Bengasi.
Nel successivo mese di maggio il gruppo va a Bu Amud, vicino a Tobruch. 
Il 14 settembre del 1942 gli MC 200 del Gruppo partecipano nello sventare il tentativo inglese contro il porto di Tobruch, pieno di rifornimenti dell'Asse. L'Operazione Daffodil doveva sbarcare forti nuclei di guastatori, avviene poco prima dell'alba e vede l'utilizzo di un incrociatore, 8 cacciatorpediniere, diverse motosiluranti e motobarche.
Gli MC 200 affondano il cacciatorpediniere HMS Zulu (F18), 4 motosiluranti ed una motobarca.
L'unità arriva a fine dicembre con 10 Macchi M.C.200 più 3 Macchi M.C.202.
Il Gruppo rischierato nell'Africa Settentrionale Italiana (a Benina) dove, negli anni 1942-43, effettuò molte azioni belliche e di protezione e scorta ai convogli. 
Al 21 febbraio 1943 il gruppo era ad El Hamma, 30 km ad ovest di Gabès.
All'Aeroporto di Torino-Caselle, dove venne trasferito il comando di Gruppo (Ten. Col. Vincenzo Dequal) i piloti restarono inattivi fino al mese di luglio 1943, quando ricevettero una decina di MC 202. Al gruppo, appena iniziata l'attività di volo sui nuovi aerei, arrivo l'ordine di trasferirsi in Sicilia, ma qui i 202, atterrati da pochi minuti, vennero distrutti dal bombardamento di una formazione nemica.
I piloti rimasti vennero così inviati all'aeroporto di Arena Metato (Pisa) per compiere servizio d'allarme con i pochi caccia Dewoitine D.520 catturati sugli aeroporti francesi. In agosto giungeva infine l'ordine di scioglimento del 2º Stormo. Il gruppo diventa autonomo e trasferito all'Aeroporto di Olbia-Venafiorita.
Nell'agosto 1943, il 13º Gruppo confluì nel 24º gruppo C.T. (XXIV Gruppo) ed inserito nuovamente in posizione quadro in seno al 2º Stormo nel 1951.
Dopo l'armistizio, vi furono ordini e contrordini, per gli equipaggi del gruppo: dopo il ritiro dei tedeschi dalla Sardegna il Gruppo, o meglio quello che restava della sua unica squadriglia, la 82ª, si riportava di sua iniziativa a Sa Zeppara per unirsi al 155º Gruppo del 51º Stormo e con questo reparto combatté durante tutta la guerra di liberazione.

### Il dopoguerra
Dall'agosto 1953 il 2º stormo ebbe di nuovo alle sue dipendenze il Gruppo, con la 75ª Squadriglia caccia e 77ª, sull'aeroporto di Bergamo-Orio al Serio sui P-51 Mustang prima di ricevere i de Havilland DH.100 Vampire e nel marzo-aprile del 1957 gli F-86 Sabre.
In poco più di un decennio operò da Brescia Montichiari, aeroporto di Cameri da luglio 1957, aeroporto di Gioia del Colle ed infine, dal 1965, dall'aeroporto di Brindisi-Casale. 
Il 1º ottobre 1962 viene sciolta la 2ª Aerobrigata ed il gruppo diventa autonomo. Nel frattempo, il Gruppo Autonomo si dota del nuovo stemma di reparto, il falco in picchiata.
Dal 1º ottobre 1967, dotato originariamente di FIAT G-91R/1B, il Gruppo passò alle dipendenze del 32º Stormo che adotto' lo stemma del 13° gruppo in sostituzione dell'originale, la zanzara, lasciando il Gruppo sprovvisto di stemma. Nasce quindi il nuovo stemma del 13º Gruppo ovvero, il falco in picchiata che colpisce l'obiettivo con un guantone da box. Nell'Agosto del 1973 inizia la transizione sugli Aeritalia G-91Y che sfoggiano la nuova livrea con la bocca di squalo sulla presa d'aria del motore a seguito della loro principale missione operativa legata alle operazioni aeronavali. I G-91R, nelle varie sotto versioni R/1, R/1A ed R/1B, terminano l'attività presso lo Stormo alla fine del 1974. Dal 1989 i velivoli G-91Y vengono dotati di stemmi di reparto ed identificativi a bassa visibilità. Nel frattempo il Gruppo introduce, non ufficialmente, nuovamente lo stemma utilizzato durante la II° Guerra Mondiale ovvero quello del Don Chisciotte. Dal 1º luglio 1993, nonostante furono appena costruiti 13 shelter corazzati per ospitare il nuovo sistema d'arma AMX, la nuova torre di controllo ed alcune bretelle e piazzolle di sosta, il 32º Stormo, e quindi il 13º Gruppo, furono trasferiti presso l'aeroporto di Amendola. I G-91Y furono ceduti al 101º Gruppo dell'8º Stormo di Cervia. Il 13º Gruppo, si ritrova momentaneamente senza velivoli in attesa di ricevere il nuovo sistema d'arma AMX che arriverà qualche anno più tardi. Nel 1995, lo stemma del Don Chisciotte viene introdotto ufficialmente in sostituzione del falco.
Negli anni '90 la partecipazione alle operazioni in Bosnia-Erzegovina e poi alle missioni in Kosovo ne sancirono la piena operatività sul velivolo AMX International AMX. 
Dal dicembre del 2009 il Gruppo contribuì all'operazione International Security Assistance Force presso il Task Group "Black Cats" a Herat (Afghanistan) fino alla chiusura dello stesso e, contemporaneamente, nel periodo luglio-ottobre 2011, partecipò all'operazione Unified Protector in Libia.

### La ricostituzione
Nel dicembre del 2013, nell'ambito di un programma di trasformazione e riorganizzazione dell'AM, venne posto in posizione quadro.
Viene definitivamente riattivato il 12 maggio 2016 come gruppo di volo del 32º Stormo di Amendola, quale primo gruppo in Europa ad acquisire i nuovi velivoli di quinta generazione F-35 Joint Strike Fighter "Lightning II", i primi due assegnati al Reparto il 12 dicembre dello stesso anno.